# Beate Eriksen
Beate Marie Eriksen (19 de octubre de 1960) es una actriz noruega. Se graduó de Teaterhøyskolen, la Academia Nacional de Teatro de Noruega, en 1985. Ha trabajado en Oslo Nye Teater y Riksteatret, y también en Nationaltheatret (el teatro nacional) y otros. También ha actuado en la televisión y dirigió la serie Hotel Cæsar.
Es la hija de un piloto de la Segunda Guerra Mundial, Marius Eriksen y está casada con Toralv Maurstad, un actor noruego.

## Filmografía

### Actriz
| Año       | Título                                   |
| --------- | ---------------------------------------- |
| 1986      | Plastposen                               |
| 1994      | Over stork og stein                      |
| 1996      | Familiesagaen de syv søstre (televisión) |
| 1998–2000 | Hotel Cæsar (televisión, 100 epis.)      |
| 2001      | Olsenbandens første kupp TV, 24 epis.    |

### Directora
| Año  | Título                                |
| ---- | ------------------------------------- |
| 1998 | Hotel Cæsar (televisión)              |
| 2001 | Olsenbandens første kupp (televisión) |